# Interiors
Interiors és una pel·lícula estatunidenca escrita i dirigida per Woody Allen, estrenada el 1978. Aquesta pel·lícula ha estat doblada al català.

## Argument
Arthur i Eve estan casats des de fa molts anys. Han tingut tres filles. Eve pensava donar un sentit a la seva vida creant per a qui estima un interior més harmoniós possible. Tanmateix el seu gust obsessiu pesa sobre la seva família així com la greu depressió que travessa.
No podent més, Arthur decideix una separació temporal. En el transcurs d'un viatge a Grècia, s'enamora d'una altra dona i desitja casar-s'hi. El pare presenta la seva nova companya a les seves tres filles i provoca un drama en la família. El divorci és una prova per a aquestes, i cadascuna haurà de resoldre els seus problemes.

## Repartiment
- Kristin Griffith: Flyn
- Mary Beth Hurt: Joey
- Richard Jordan: Frederick
- Diane Keaton: Renata
- E.G. Marshall: Arthur
- Geraldine Page: Eve
- Maureen Stapleton: Pearl
- Sam Waterston: Mike